# Nashville Sounds
De Nashville Sounds is een Minor league baseballteam uit Nashville (Tennessee). Ze spelen in de Western Division van de International League. Hun stadion heet First Horizon Park. Ze zijn verwant aan de Milwaukee Brewers.

## Titels
Ze hebben twee keer de titel gewonnen in de Southern League (1979 en 1982). Ze hebben één keer de titel gewonnen in de Pacific Coast League (2005).